# James Ellsworth De Kay
James Ellsworth De Kay (alternatief gespeld als DeKay of Dekay) (Lissabon, 12 oktober 1792 - Oyster Bay, 21 november 1851) was een Amerikaans zoöloog. 
James De Kay werd geboren in de Portugese hoofdstad Lissabon. Toen hij twee jaar oud was, verhuisde zijn familie naar de Amerikaanse staat New York, zijn beide ouders stierven toen hij nog heel jong was. Hij studeerde aan Yale van 1807 tot 1812, maar werd weggestuurd van de universiteit voordat hij zijn studie kon afronden, omdat hij een leraar had bedreigd. Later studeerde hij geneeskunde aan de Universiteit van Edinburgh en behaalde zijn diploma in 1819. 
Na zijn terugkeer naar de Verenigde Staten, trouwde hij met Janet Eckford, een dochter van Henry Eckford, een scheepsbouwer. Hij reisde vervolgens met zijn schoonvader rond Turkije als arts op een schip. Later publiceerde hij een boek over deze reizen; Sketches of Turkey in 1831 and 1832. Hoewel goed ontvangen als een onderhoudend reisverhaal, werd zijn boek ook bekritiseerd om zijn zeer anti-Griekse sentimenten. 
Eckford vertrouwde hem toe, de onderhandelingen met Brazilië en andere Zuid-Amerikaanse bevoegdheden te voeren 
over de aankoop van een aantal oorlogsschepen. In 1833 trouwde zijn broer, George Coleman De Kay, met de enige dochter van de dichter Joseph Rodman Drake en De Kay en raakte bevriend met Drake, Fitz-Greene Halleck, William Cullen Bryant, en andere schrijvers en wetenschappers. 
De Kay keerde de geneeskunde de rug toe en ging terug naar Oyster Bay (New York), waar hij een studie natuurlijke historie begon. Hoewel hij het beroep van arts hem niet meer bekoorde, haastte hij zich om zijn diensten aan te bieden tijdens een grote uitbraak van cholera in de stad New York.
Hij raakte betrokken bij de Geological Survey of New York, gestart in 1835. Als resultaat hiervan publiceerde hij van 1842 tot 1844 het meerdelige Zoology of New York State, or; The New York Fauna met daarin beschrijvingen van zoogdieren, vogels, reptielen, amfibieën en vissen. Dit werk werd geïllustreerd door de van oorsprong Britse schilder John William Hill. Hill en De Kay brachten veel tijd in het veld door. Tegen het einde van april 1839, hadden ze voor 700 van de bijna 2300 geschatte diersoorten rond New York, beschrijvingen en tekeningen en ruwe aantekeningen en schetsen voor nog veel meer dieren. Al vroeg gebruikten De Kay en Hill een camera lucida als voorwerk voor de tekeningen. De illustraties waren bijzonder, ze vertegenwoordigden de eerste met de hand gekleurde lithografieën van vogels.       
De Kay verzamelde het eerste exemplaar van een soort van kleine bruine slang op Long Island, die later 
naar hem vernoemd is als Storeria dekayi (Holbrook, 1836) (in het Nederlands ook wel De Kays bruine slang genoemd). De Kay stierf in Oyster Bay in 1851.
- Bibliothèque nationale de France: cb179090434 (data)
- Gemeinsame Normdatei: 1019961457
- International Standard Name Identifier: 0000 0000 6666 6375
- Library of Congress Control Number: n88257279
- Nationale Bibliotheek van Israël: 987007296108105171
- SNAC: w6ks797j
- Système universitaire de documentation: 191277991
- Virtual International Authority File: 34804001
- WorldCat: E39PBJwtj49twrHDBCTx4VKGHC